# 长虹桥 (嘉兴)
30°52′56″N 120°42′38″E / 30.88222°N 120.71056°E
长虹桥位于中国浙江省嘉兴市秀洲区王江泾镇东南侧，东西向跨京杭大运河，是浙北平原软基上修建的最长的石拱桥，因该桥“气势宏伟，遥遥相望，犹如长虹卧波”，故名长虹桥。1997年8月，长虹桥被列为浙江省文物保护单位。2006年，作为京杭大运河的子项被列为第六批全国重点文物保护单位。2014年作为大运河的重要建筑被列为世界文化遗产。
长虹桥建于明万历三十九年至天启元年（1611-1621年），康熙五年（1677年）重修，嘉庆十七年（1813年）又重修。太平天国时，桥南北栏石因战乱损毁，光绪六年（1880年）修复。长虹桥为三孔马蹄形驼峰式石拱桥，全长72.8米，桥顶宽4.85米，桥堍宽6.7米，中孔净跨16.2米，拱矢高10.7米，两边孔净跨9.3米。